# Malandain Ballet Biarritz

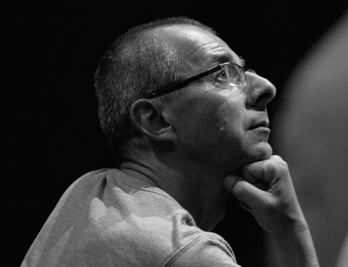
Thierry Malandain, directeur-chorégraphe du Malandain Ballet Biarritz

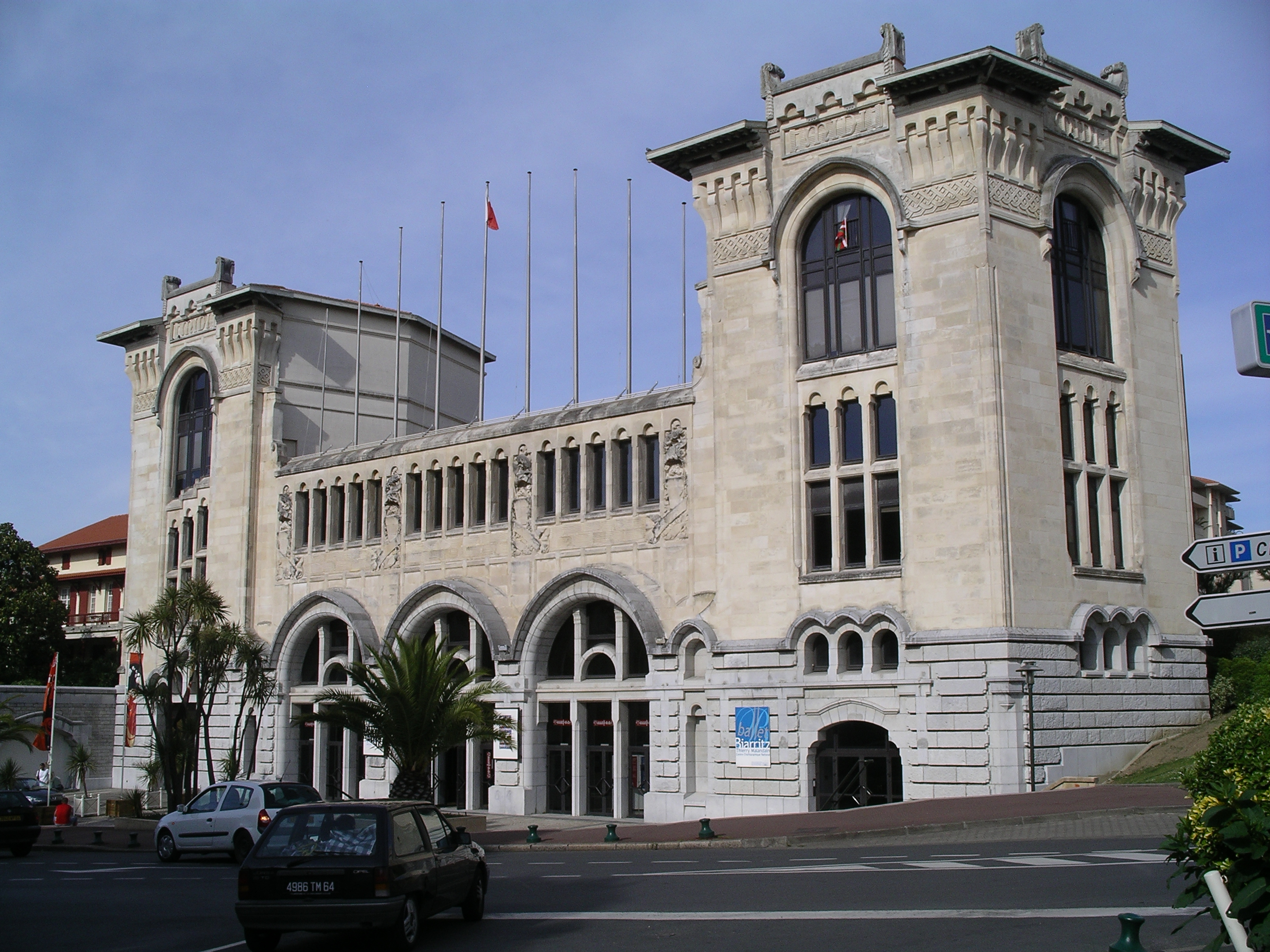
La gare du Midi, résidence du Malandain Ballet Biarritz

Le Malandain Ballet Biarritz, créé en 1998 à Biarritz, est un des dix-neuf centres chorégraphiques nationaux (CCN) existant en France. Il est, depuis sa création, dirigé par le chorégraphe néoclassique , français Thierry Malandain.  
En tant que centre chorégraphique national, il doit répondre à des missions obligatoires : la création et la diffusion d'oeuvres chorégraphiques, la sensibilisation du public à cet art et la mise en place du dispositif Accueil-Studio dans une volonté d'aide aux compagnies émergentes. 
Depuis sa fondation, le Malandain Ballet Biarritz réside à la Gare du Midi de Biarritz, ancienne gare ferroviaire transformée en salle de spectacle. 

## Description
Le Centre chorégraphique national Malandain Ballet Biarritz a vu le jour en septembre 1998 sous l’impulsion de la ville de Biarritz et de l’État. Sa direction est alors confiée au chorégraphe Thierry Malandain. Il est subventionné par la ville de Biarritz, le ministère de la Culture et de la Communication / DRAC Nouvelle-Aquitaine, le Conseil régional de Nouvelle-Aquitaine et le Conseil départemental des Pyrénées-Atlantiques.  
Ses missions définies par le cahier des charges des CCN sont la création, la diffusion et la mise en œuvre d’actions de sensibilisation. En 1999, s’ajoute l'Accueil Studio qui est un dispositif permettant d’accompagner le travail artistique d’autres compagnies.  
Étant situé au sein du Pays basque français, proche de la frontière espagnole, en 2000, le Malandain Ballet Biarritz s'engage dans la mise en place d’une activité euro-régionale. En 2002, cette ambition transfrontalière favorise la création de l'Association Dantzaz et d'un Centre de sensibilisation chorégraphique implanté à Saint-Sébastien en Espagne.
Soutenu par la Diputación Foral de Gipuzkoa et le gouvernement autonome basque, le projet connaît un nouvel élan avec la fondation du Ballet Biarritz Junior en 2005, qui devient autonome fin 2008. Aujourd’hui, le CCN met en place un partenariat avec la ville de Saint-Sébastien et le Théâtre Victoria Eugenia.
Le Centre chorégraphique national Malandain Ballet Biarritz dispose aujourd’hui d’un ensemble de vingt-deux danseurs permanents.

## Répertoire
Toutes les chorégraphies ci-dessous sont des créations de Thierry Malandain pour le Malandain Ballet Biarritz. 
- 2021: L'Oiseau de feu - Stravinski - Alès • Scène nationale Le Cratère
- 2021 Sinfonia - Berio - Victoria Eugenia Antzokia de Donostia / San Sebastián
- 2019 La Pastorale - Beethoven - Le Parvis - Tarbes
- 2018 Marie-Antoinette - Haydn - Gare du Midi - Biarritz
- 2018 Sirènes  (chorégraphie : Martin Harriague) / Vivaldi / Corelli / Araia / Raupach
- 2018 Rêverie romantique / Chopin
- 2017 Noé Rossini
- 2016 La Belle et la Bête / Tchaïkovski
- 2014 Estro Vivaldi
- 2014 Nocturnes / Chopin
- 2013 Cendrillon / Prokofiev
- 2012 Silhouette / Beethoven
- 2012 Une Dernière chanson / Chants traditionnels
- 2011 Lucifer / Connesson
- 2010 Roméo et Juliette / Berlioz
- 2009 Magifique / Tchaïkovski
- 2008 Le Portrait de l’infante / Ravel
- 2008 L’Amour sorcier / De Falla
- 2008 Don Juan / Gluck
- 2005 Les Petits riens / Mozart
- 2004 Le Sang des étoiles / Mahler, Waldteufel, Strauss, Minkus
- 2003 Cigale / Massenet
- 2003 Les Créatures / Beethoven
- 2002 La Mort du cygne / Saint-Saëns
- 2002 Les Biches / Poulenc
- 2001 La Fleur de pierre / Prokofiev
- 2001 Boléro / Ravel
- 2001 Le Spectre de la rose / von Weber
- 2000 La Chambre d’amour / Cabalette
- 1999 Le Carillon / Massenet
- 1999 Le Cid / Massenet
- 1998 Pierre de lune / Britten
- 1998 Ouverture cubaine / Gershwin